# John B. Coulter
John Breitling Coulter (27 de abril de 1891-6 de marzo de 1983) fue un oficial superior del Ejército de los Estados Unidos. Con una distinguida carrera militar de 40 años, Coulter sirvió durante la Primera Guerra Mundial, la Segunda Guerra Mundial y la guerra de Corea.

## Carrera militar

### Inicios
Nacido el 27 de abril de 1891 en San Antonio, Texas, se graduó en la Academia Militar del Oeste de Texas en 1911, y en 1912 obtuvo un nombramiento como subteniente en la Rama de Caballería del Ejército de los Estados Unidos.
Inicialmente sirvió con el 14.º Regimiento de Caballería en Texas hasta 1916, incluyendo la participación en la Expedición punitiva contra Francisco Villa. Tras la entrada de Estados Unidos en la Primera Guerra Mundial, sirvió en el frente occidental, inicialmente como ayudante de campo del general de división William Abram Mann, entonces comandante de la 42.ª División (Arco Iris). Tras regresar a los Estados Unidos durante cinco meses como asistente de la 154.ª Brigada de la 77.ª División, en Camp Meade, Maryland, volvió a Francia como comandante del 2.º Batallón, 508.º Regimiento de Infantería Pionera, una unidad afroestadounidenses.

### Entre guerras
Al permanecer en el ejército después de la guerra, que terminó el 11 de noviembre de 1918, y en el período de entreguerras, Coulter sirvió en la Subdivisión de Personal del Departamento de Guerra, y luego asumió el mando del 2.º Escuadrón del 14.º Regimiento de Caballería en Fort Des Moines, Iowa. En 1922 se graduó en la Escuela de Caballería del Ejército de EE. UU. y fue destinado al Departamento de Guerra como jefe de material de Caballería, sirviendo posteriormente como oficial ejecutivo (XO) del Jefe de Caballería.
Coulter se graduó en la Escuela de Mando y Estado Mayor del Ejército de los EE. UU. en 1927, y a continuación asumió el mando de un escuadrón del 8.º Regimiento de Caballería en Fort Bliss, Texas, sirviendo después como oficial asistente de planes y entrenamiento de la 1.ª División de Caballería. Posteriormente fue destinado a la División de Inteligencia Militar del Estado Mayor como especialista en asuntos latinoamericanos.
En 1933, Coulter se graduó en la Escuela de Guerra del Ejército de los Estados Unidos, y terminó la Escuela de Guerra Naval en 1934. Fue ascendido a teniente coronel el 1 de agosto de 1935 y fue asignado como XO del 4.º Regimiento de Caballería en Fort Meade, Dakota del Sur. En diciembre de 1940 fue nombrado comandante del regimiento. El 26 de junio de 1941 fue ascendido al rango temporal de coronel

### Segunda Guerra Mundial
En 1941 Coulter fue asignado como comandante de la 3.ª Brigada de Caballería en Phoenix, Arizona, recibiendo otro ascenso temporal al rango de oficial general de una estrella, el general de brigada, el 31 de octubre de 1941. Tras el ataque japonés a Pearl Harbor en diciembre de 1941, que llevó a Estados Unidos a la Segunda Guerra Mundial, sus hombres patrullaron la frontera mexicana, y Coulter recibió una asignación adicional como comandante del Mando de Defensa Occidental del Sector de la Frontera Terrestre del Sur. A principios de 1942, Coulter fue asignado brevemente como comandante militar (CG) de la 2.ª División de Caballería.
En mayo de 1942 se convirtió en el Comandante Asistente de División (ADC) de la 85.ª División de Infantería (apodada "La División Custer"), una de las primeras divisiones de reclutas (o "draftee") formadas en la guerra, que había sido reconstituida después de la Primera Guerra Mundial. Coulter fue ascendido al rango permanente de coronel el 1 de julio de 1942 y asumió el mando de la división en febrero de 1943, después de que Haislip fuera ascendido al mando del XV Cuerpo. El 12 de marzo de 1943 Coulter volvió a recibir un ascenso, esta vez al rango temporal de general de división. El general de brigada Lee S. Gerow, hermano menor del general de división Leonard T. Gerow, sucedió a Coulter como ADC del 85.º y permaneció en este puesto durante el resto de la guerra.
Después de entrenarse en todo Estados Unidos, la 85.ª División partió hacia el norte de África a finales de 1943 y se entrenó allí hasta marzo de 1944. La 85.ª, junto con la 88.ª División de Infantería, fue una de las primeras divisiones compuestas por soldados que salieron de los Estados Unidos para prestar servicio en el extranjero. La división fue enviada al Teatro Italiano a finales de marzo de 1944, y quedó bajo el mando del II Cuerpo, comandado por el General de División Geoffrey Keyes, que formaba parte del Quinto Ejército de los Estados Unidos del Teniente General Mark W. Clark. La 85.ª División luchó con distinción en la batalla de Montecassino, y más tarde en la Línea Gótica, y finalmente en la Operación Grapeshot, que puso fin a la guerra en Italia. Durante la campaña, el general de división Coulter se ganó la reputación de experto en montañismo militar y guerra alpina.
En septiembre de 1945, una vez terminada la guerra contra Alemania y Japón, Coulter regresó a los Estados Unidos como comandante del Centro de Reemplazo de Infantería en Fort McClellan, Alabama, y luego fue asignado como subcomandante del Cuarto Ejército en Fuerte Sam Houston, Texas.

### Guerra de Corea
En 1948 fue a Corea como comandante de la 7.ª División de Infantería. En 1949 fue nombrado subcomandante de las fuerzas estadounidenses en Corea, y luego comandó el I Cuerpo hasta su desactivación en 1950. A continuación, Coulter fue asignado como subcomandante del Quinto Ejército, con sede en Chicago.
Tras la invasión de Corea del Sur en junio de 1950, que dio comienzo a la guerra de Corea, Coulter fue asignado al mando del I Cuerpo, reactivado como parte del Octavo Ejército de los Estados Unidos. Como comandante de la Task Force Jackson, una fuerza ad hoc de tropas surcoreanas y estadounidenses, Coulter tuvo un papel clave en la detención del avance de Corea del Norte. En septiembre de 1950, Coulter asumió el mando del IX Cuerpo y dirigió su organización como esfuerzo de apoyo al I Cuerpo en el contraataque estadounidense contra Corea del Norte. Según el historiador estadounidense Clay Blair, se produjeron resultados catastróficos en el campo de batalla debido a la fe errónea de Coulter en la capacidad de combate de la Brigada Turca, ya que Coulter estaba tan engañado como los corresponsales de guerra en cuanto a la capacidad de combate de los turcos, a los que Blair calificó de "tropas verdes mal dirigidas".
En 1951, Coulter fue ascendido a teniente general como subcomandante del Octavo Ejército, y fue el enlace del comandante del Octavo Ejército, el general Matthew Ridgway, con el Ejército de Corea del Sur y el presidente surcoreano, Syngman Rhee. Coulter se retiró del ejército, tras 40 años de servicio, en 1952.

## Vida posterior
Tras su jubilación, Coulter fue nombrado representante en Washington D. C. de la Agencia de las Naciones Unidas para la Reconstrucción de Corea (UNKRA), la organización creada para dirigir el esfuerzo internacional de reconstrucción de Corea del Sur tras la guerra de Corea. En 1953 fue nombrado director del UNKRA, con el rango de Subsecretario General de la ONU, y permaneció en este puesto hasta 1958. Durante su mandato, dirigió el gasto de más de 200 millones de dólares para la reconstrucción de la industria, escuelas, hospitales, carreteras y viviendas de Corea del Sur. En 1956, el general Coulter también asesoró al Secretario General de la ONU, Dag Hammarskjöld, sobre las fuerzas de mantenimiento de la paz durante la crisis de Suez.
En 1959, Syngman Rhee, todavía Presidente de Corea del Sur, erigió una estatua de Coulter en reconocimiento a sus esfuerzos por reconstruir Corea del Sur. La estatua se encontraba originalmente en el distrito de Itaewon de Seúl. Se volvió a dedicar en 1977, y ahora se encuentra en el San 18 de Seúl, Neung-dong, Kwangjin-gu.
En la década de 1960, Coulter fue presidente de la Fundación Cultural y de Libertad de Corea, una organización creada para reconocer a los veteranos de la guerra de Corea y fomentar los intercambios culturales entre Estados Unidos y Corea del Sur.
Coulter murió en Washington D. C. el 6 de marzo de 1983 y fue enterrado en el Cementerio Nacional de Arlington.